# トゴチョグ・エンフバト

SMG

トゴチョグ・エンフバト（モンゴル語：ᠲᠣᠭᠠᠴᠠᠭ᠎ᠠ
ᠡᠩᠬᠡᠪᠠᠲᠤ　Togochog Enhebatu、キリル文字：Тооцоо Энхбат、簡体字：陶格朝古 恩和巴图、土古州格 恩和巴图、繁体字：陶格朝古 恩和巴圖、1972年 - ）は、中華人民共和国のモンゴル族出身の人権活動家。

## 来歴
遼寧省ジョーオダ盟バイリン右旗（現在は内モンゴル自治区赤峰市に属す）に生まれる。
内モンゴル大学でモンゴル語モンゴル文学を専攻する。
卒業後、1998年の日本の吉備国際大学社会学部に留学。この時期に内モンゴル人民党に参加する。
同年10月に渡米し、ニューヨーク市立大学を卒業。現在ニューヨーク市在住。

## 人権活動家として
2001年に南モンゴル人権情報センターを設立。その代表として、獄中にいた南モンゴルの独立運動家であるハダの家族を支援し、南モンゴルの人権状況に関する情報や、南モンゴルで弾圧を受けている人々に直接国際電話等で取材して得た情報をインターネット等を通じて発信している。なお、南モンゴル人権情報センターは、南モンゴルにおける民主政体の樹立を目標に掲げており、必ずしも分離独立を主張しているわけではない。
2010年12月10日に釈放日を迎えたハダとその家族が行方不明になると、アムネスティなどの人権団体やアメリカ合衆国のマスコミに積極的に働きかけ、ハダの解放を求める運動に尽力する。
2011年1月8日、エンフバトの呼びかけにより世界各国に散在する南モンゴルの独立運動家、民主運動家、人権活動家が一斉に各国の中国大使館、領事館の前で南モンゴルの人権状況の改善を求める抗議活動を行った。
また、同月19日にも、胡錦濤国家主席の訪米に合わせ、チベット、東トルキスタン、台湾の活動家らと連帯し、ホワイトハウスの前でラビア・カーディルらと共にハダの解放等を訴える抗議活動を行った。
2023年1月12日、モンゴル政府に対して、ムンヘバヤル・チョローンドルジの即時釈放を要求する共同声明文を世界で100を超える人権団体とともに発表した。共同声明文の代表署名人のトップに名前が記載されている。
2023年6月７日から9日にかけて、南モンゴル人権情報センターの理事2名とともに代表団として7年ぶりに来日した。来日中には、南モンゴルを支援する議員連盟の会長高市早苗衆議院議員、幹事長の山田宏参議院議員、人権外交を超党派で考える議員連盟の共同代表舟山康江参議院議員など与野党の国会議員と多数面会している。
山田宏参議院議員との面会内容は、対談記事として、Hanadaプラスに自由インド太平洋連盟副会長の石井英俊が発表している。
6月8日には参議院議員会館において勉強会を開催しており、英利アルフィヤ衆議院議員が出席した他、10数名の国会議員秘書が代理出席している。勉強会には、日本在住の内モンゴル人民党や世界モンゴル人連盟のメンバーも複数参加した。
また、6月9日には、国家基本問題研究所の企画委員会に出席し、櫻井よしこ理事長などの前で発表を行っている。